# Wanda Jarząbek
Wanda Barbara Jarząbek (ur. 8 czerwca 1969 w Pułtusku) – polska historyczka, politolożka, niemcoznawczyni, prof. dr hab. nauk humanistycznych.

## Życiorys
Wanda Jarząbek szkołę podstawową oraz liceum ukończyła w Pułtusku. W latach 1988–1993 studiowała historię na Uniwersytecie Warszawskim. Pracę magisterską napisała na temat Wizje niepodległej Polski w koncepcjach politycznych rządu londyńskiego. Polska w stosunkach międzynarodowych. W 2002 obroniła w Instytucie Studiów Politycznych Polskiej Akademii Nauk pracę doktorską w dziedzinie nauk humanistycznych pt. Granica na Odrze i Nysie Łużyckiej w polityce Stanów Zjednoczonych i Wielkiej Brytanii wobec Polski i Niemiec 1945–1958 (promotor – Jerzy Holzer). Tamże w 2012 habilitowała się w dziedzinie nauk humanistycznych, dyscyplina – nauki o polityce, na podstawie dzieła Polska Rzeczpospolita Ludowa wobec polityki wschodniej Republiki Federalnej Niemiec w latach 1966–1976. Wymiar dwustronny i międzynarodowy. W 2024 otrzymała tytuł profesora nauk humanistycznych.
Zawodowo od 1994 związana z Zakładem Studiów nad Niemcami Instytutu Studiów Politycznych PAN. Pracowała także jako wykładowczyni w Collegium Civitas w Warszawie oraz w Instytucie Historii UW.
Wśród jej zainteresowań badawczych są takie kwestie jak: historia powszechna XX w.; stosunki Wschód-Zachód, szczególnie w okresie zimnej wojny; kwestia niemiecka w polityce międzynarodowej po II wojnie światowej; historia Polski w XX w.; polityka zagraniczna PRL; miejsce PRL w bloku wschodnim; stosunki polsko-niemieckie w XX w. – wymiar polityczny, gospodarczy, społeczny; polska emigracja polityczna, problem stosunku wobec przeszłości i jego wpływu na bieżącą politykę państw.
W 2019 została odznaczona przez Prezydenta Austrii Krzyżem Kawalerskim Odznaki Honorowej za Naukę i Sztukę.

## Publikacje książkowe
- Wanda Jarząbek: PRL w politycznych strukturach Układu Warszawskiego w latach 1955–1980. Warszawa: Instytut Studiów Politycznych Polskiej Akademii Nauk, 2008, s. 447. ISBN 978-83-60580-30-1.
- Wanda Jarząbek: Polska wobec Konferencji Bezpieczeństwa i Współpracy w Europie. Plany i rzeczywistość 1964–1975. Warszawa: Instytut Studiów Politycznych Polskiej Akademii Nauk, 2008, s. 276. ISBN 978-83-60580-20-2.
- Wanda Jarząbek: Polska Rzeczpospolita Ludowa wobec polityki wschodniej Republiki Federalnej Niemiec w latach 1966–1976 : wymiar dwustronny i międzynarodowy. Warszawa: Instytut Studiów Politycznych Polskiej Akademii Nauk, 2011, s. 529. ISBN 978-83-60580-72-1.
- Wanda Jarząbek (współautorka): Social Engineering in Central and South-East Europe in the Twentieth Century Reconsidered. Warszawa: Instytut Studiów Politycznych Polskiej Akademii Nauk, 2017. ISBN 978-83-64091-85-8. Brak numerów stron w książce
- Wanda Jarząbek (współautorka): 1968 and the Polish – West German Relations. Instytut Studiów Politycznych Polskiej Akademii Nauk, 2013. ISBN 978-83-64091-07-0. Brak numerów stron w książce
- Wanda Jarząbek: Polska Rzeczpospolita Ludowa wobec polityki wschodniej Republiki Federalnej Niemiec w latach 1966–1976. Wymiar dwustronny i międzynarodowy. Instytut Studiów Politycznych Polskiej Akademii Nauk, 2011. ISBN 978-83-60580-72-1. Brak numerów stron w książce
- Wanda Jarząbek (współautorka): W przededniu wielkiej zmiany. Polska w 1988 roku. Gdańsk: Europejskie Centrum Solidarności, 2009. ISBN 978-83-9276-514-1. Brak numerów stron w książce
- Wanda Jarząbek: PRL w politycznych strukturach Układu Warszawskiego w latach 1955–1980. Warszawa: Instytut Studiów Politycznych Polskiej Akademii Nauk, 2008. ISBN 978-83-60580-30-1. Brak numerów stron w książce
- Wanda Jarząbek: Polska wobec Konferencji Bezpieczeństwa i Współpracy w Europie. Plany i rzeczywistość 1964–1975. Warszawa: Instytut Studiów Politycznych Polskiej Akademii Nauk, 2008. ISBN 978-83-60580-20-2. Brak numerów stron w książce
- Wanda Jarząbek (współredaktorka): Polska – Niemcy – Europa. Księga jubileuszowa z okazji siedemdziesiątej rocznicy urodzin prof. Jerzego Holzera. Warszawa: Rytm, 2000. ISBN 87-87-89-90-0. Brak numerów stron w książce